# ミルザ・デリバシッチ
ミルザ・デリバシッチ（セルビア・クロアチア語:Мирза Делибашић、1954年1月9日- 2001年12月8日) は、ボスニアのプロバスケットボール選手。後年は指導者も務めた。
デリバシッチは1991年にFIBA史上偉大な選手50人の一人に選出された。2007年にはFIBA殿堂入りを果たしたほか、2008年にはユーロリーグ史上偉大な貢献者50人 の一人にも選出された。彼は欧州バスケットボール史上最も素晴らしいシューターの1人だと広く見なされている。

## 前半生
ミルザは、ボスニア・ヘルツェゴビナ社会主義共和国のトゥズラにて、イゼット・デリバシッチとザイカナ(旧姓メヒチェヴィッチ)との間に生まれた。幼少期はテニスに取り組んでいて上手だったが、14歳の時にバスケットボールに転向した。

## クラブ経歴
彼は15歳で、KKスロボダ・ディタ（地元トゥズラのバスケットボールクラブ）の試合に初出場した。3年後の1971年、彼はKKボスナ・ロイヤルと契約を結んだ。キンジェ(Kinđe)という愛称が付けられたミルザ・デリバシッチは、1979年にボスナをユーロリーグ優勝に導いた。ボスナを去った後デリバシッチはスペインのプリメーラ・ディビシオン（現:リーガACB）に行き、そこで彼はドラジェン・ペトロヴィッチ、アルヴィーダス・サボニスなどと共にレアル・マドリード・バロンセスト でプレーする最高の選手の一人だと見なされるまでになった。
クラブ経歴の中で、彼は欧州クラブの大会で数多くの栄冠を獲得。ミルザ・デリバシッチとドラジェン・ダリパギッチはユーゴスラビア代表で一緒にプレーしたほか、上述のレアル・マドリードでも共にプレーした。経歴における様々な逸話の一つに過ぎないが、ザグレブで行われた1983年ユーロリーグの対KKチボナの試合ではデリバシッチが26点をダリパギッチが33点を獲得した。この試合は2on1の速攻が最後まで有効に機能し、デリバシッチはダリパギッチにパスする素振りのビハインド・ザ・バックを決めたり、ブザー時にはDFからのパスで両手ダンクをやってのけた。試合終了時にはスタンディングオベーションが起こり、チボナのファンが試合でのチーム敗北を一旦脇に置いて、ボスニアのスター選手達によるパフォーマンスに感謝の意を表したほどだった。

### 現役引退
1983年初夏、当時29歳のデリバシッチはレアル・マドリードを離れて、イタリアリーグのジュベカゼルタと契約し、そこで元ボスナの指導者ボグダン・タンジェヴィッチによる指導を受けた。
1983年8月、同チームはアルプス山脈にあるボルミオという町にシーズン前の訓練調整を行った。厳しい高地トレーニングを経てカゼルタへと戻ってきた後、デリバシッチは致命的な脳出血に罹って現役引退することとなった。危篤状態になると、ベオグラードの軍事医科学病院(VMA)に空輸するデリバシッチのための自家用機がすぐに手配され、彼はそこに数ヶ月間入院した。彼は一命を取り留めて回復したがバスケットボールのプレーに復帰できるほど十分ではなく、そのため選手からの永久引退を直ちに余儀なくされた。

## 代表チーム経歴
ヨーロッパで最も偉大な選手の地位に昇りつめる間に、ミルザ・デリバシッチはバスケットボールユーゴスラビア代表としてFIBAのあらゆる主要な大会で優勝しており、そこには1980年モスクワオリンピックでの金メダルや、2度のユーロバスケットでの金メダル(1977年大会と1975年大会 )、1978年バスケットボール世界選手権（現:FIBAバスケットボール・ワールドカップ）での金メダルなどが含まれる。

## 受賞と業績

### プロ選手での経歴
- 2度のユーゴスラビアリーグチャンピオン:(1978年,1980年)
- ユーゴスラビアカップ優勝: (1978)
- ユーロリーグチャンピオン: (1979年)
- FIBAクラブワールドカップチャンピオン: (1981年)
- スペインリーグチャンピオン: (1982年)
- FIBA史上偉大な選手50名 : (1991年)
- ボスニア・ヘルツェゴビナ20世紀のスポーツ選手:(2000年)
- FIBA殿堂入り:(2007年)
- ユーロリーグ史上偉大な貢献者50人: (2008年)

## 指導者経歴
デリバシッチは1992-1996年の都市包囲中もずっとサラエボで暮らしていた。同時期にデリバシッチは新たに設立されたバスケットボールボスニア・ヘルツェゴビナ代表を指導して、ドイツのユーロバスケット1993では8位という結果だった 。

## 私生活と死去
1970年代後半、デリバシッチは恋人のブランカと結婚し、1979年12月に彼らの息子ダリオが誕生した。1980年、デリバシッチがレアル・マドリードでプレーするために海外に移住した後、二人は離婚した。
1986年、バスケットボール選手を引退してKKボスナの管理職に就いたデリバシッチは、ŽKKボスナのバスケットボール選手スラヴィカ・シュカと結婚した。同年10月、この夫婦はダンコという名の息子を授かった。
デリバシッチの最晩年は、彼の大酒飲みによる慢性的な健康問題が顕著となり、このため彼は2001年にサラエボで死去、享年47歳だった。彼は市内墓地 (Bare Cemetery) の偉人区画で、歌手ダボリン・ポポヴィッチ(同年初頭に死去）の隣に埋葬され、この葬儀には数千人の人々が参列した。
彼の死後、KKボスナは彼の栄誉を称えて本拠地の競技場をミルザ・デリバシッチ・ホールに改称。スケンデリヤの一部であるこの屋内スポーツ会場では、1970年のFIBA欧州チャンピオンズカップ（現:ユーロリーグ）決勝戦や、1980年のFIBAインターコンチネンタルカップなどが開催されている。